# Listă de regizori de film - E
|  | Liste alfabetice de regizori de film A - B - C - D - E - F - G - H - I - J - K - L - M - N - O - P - Q - R - S - T - U - V - W - X - Y - Z |

| - Clint Eastwood (*1930) - Uli Edel (*1947) - Blake Edwards (1922 - 2010) - Atom Egoyan (*1960) - Richard Eichberg (1888 - 1953) - Bernd Eichinger (*1949) - Serghei Eisenstein (1898 - 1948) - David R. Ellis | - Roland Emmerich (*1955) - E. W. Emo (1898 - 1975) - Cy Endfield - Erich Engel (1891 - 1966) - Erich Engels (1889 - 1971) - Robert Enrico (*1931) | - Ildiko Enyedi - Nora Ephron (*1941) - Jean Epstein (1897 - 1953) - Rainer Erler (*1933) - Jean Eustache (1938 - 1981) |